# ヨアヒム・シュタンドフェスト
ヨアヒム・シュタンドフェスト（Joachim Standfest、180cm/74kg、1980年5月30日 - ）はオーストリア出身の元同国代表サッカー選手、サッカー指導者。ポジションはミッドフィールダー、ディフェンダー。
18歳の頃、当時オーストリア・ブンデスリーガに属していたグラーツァーAKで初のプロ契約を結ぶ。同クラブでは不動のレギュラーとしてリーグ戦及びカップ戦での優勝を果たす。2007年に同リーグのFKアウストリア・ウィーンに移籍。新クラブでも右サイドのレギュラーとして活躍した、
2010年夏には同じくオーストリア・ブンデスリーガに属するSKシュトゥルム・グラーツ、2012年夏にはエアステリーガに属するカプフェンベルガーSV、2013年夏にはオーストリア・ブンデスリーガに属するヴォルフスベルガーACに移籍した。
2017年6月末をもって現役引退を発表した。オーストリア・ブンデスリーガでは508試合に出場、29得点52アシストを記録した。

## 獲得したタイトル
- オーストリア・ブンデスリーガ優勝2回　（2004, 2011）
- オーストリア・カップ優勝5回　（2000, 2002, 2004, 2007, 2009）
- オーストリア・スーパーカップ優勝2回　（2000, 2002）